# Lopholistriodon
Lopholistriodon — вимерлий рід парнопалих, що жив у міоцені в Африці.
Він був одним з найдавніших і найменших представників Listriodontinae. Один вид, Lopholistriodon moruoroti, був віднесений до родинного Namachoerus.